# Катадіоптрична оптична система

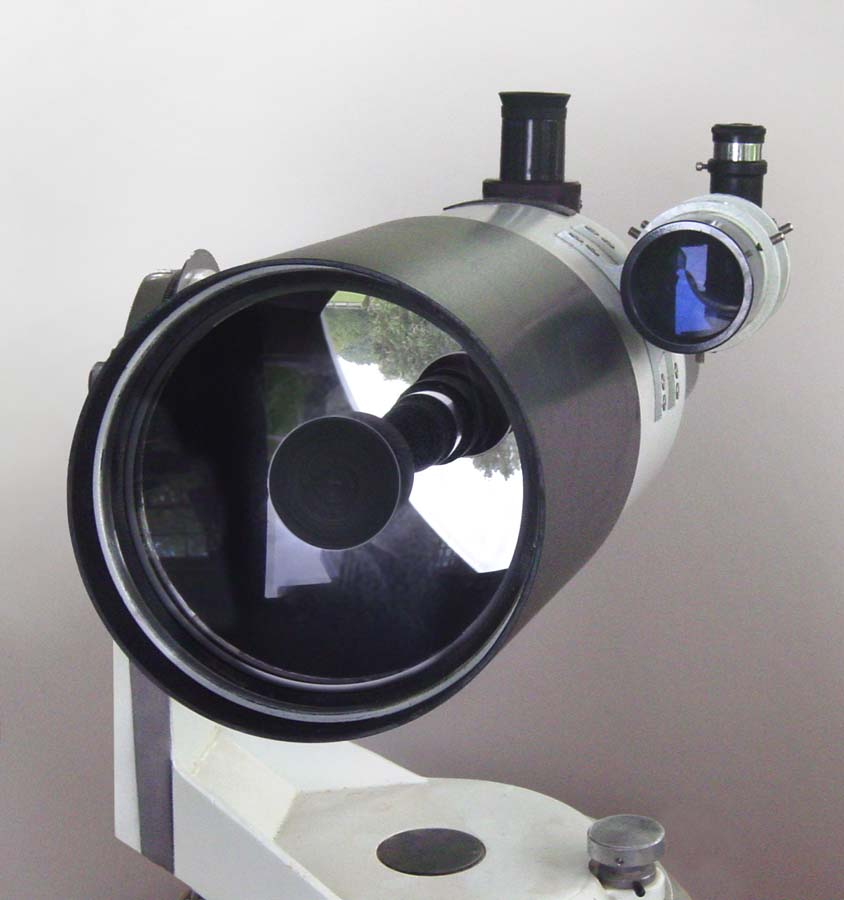
Телескоп Максутова-Кассегрена зі 150 мм апертурою

Катадіоптрична оптична система поєднує в одній оптичній системі ефекти заломлення і відбиття світлових променів, як правило за допомогою лінз (діоптрика) і сферичних дзеркал (катоптрика). Катадіоптричне поєднання також застосовують у системах фокусування, такий як прожектори, фари, перших системах фокусування маяків, оптичних телескопах, мікроскопах, і телефото об'єктивах. Серед інших оптичних систем, в яких застосовуються лінзи і дзеркала, що також відносяться до "катадіоптрики" є катадіоптричні сенсори в камерах спостереження.

## Перші катадіоптричні системи
Катадіоптричні комбінації використовувалися у багатьох перших оптичних системах. В 1820-х, Огюстен Жан Френель розробив декілька катадіоптричних рефлекторів для маяків. В 1859 Леон Фуко розробив катадіоптричний мікроскоп з метою усунути аберацію при використанні лінз, аби відобразити об'єкти із великим збільшенням. В 1876 французький інженер, А. Мангін, винайшов те, що потім отримало назву дзеркала Мангіна, опуклий скляний рефлектор із сріблястою поверхнею на задній стороні скла. Дві поверхні цього рефлектора мають різний радіус опуклості, що дозволяє виправити аберацію сферичного дзеркала. Світло проходить через це скло двічі, завдяки чому вся система працює як система з трьох лінз. Дзеркала Мангіна використовувалися у маяках, де вони утворювали сяйво з майже повністю паралельними променями світла. Багато катадіоптричних телескопів використовують розсіювальні лінзи із дзеркальним покриттям на зворотній стороні, що відбиває світло як “дзеркала Манінга”, хоча вони не є одноелементними об'єктивами як оригінальні дзеркала Манінга, а деякі навіть передують цьому відкриттю.

### Система Максутова

Оптична схема телескопа Максутова-Кассегрена

Телескоп Максутова (також Максутов, англ. Maksutov, "Mak") — телескоп, спроєктований Дмитром Максутовим у 1941, який поєднує переваги рефлектора і рефрактора. Також було виготовлено серію телеоб'єктивів «МТО».

Оптична схема телеоб'єктива «МТО»

Існує велика кількіст варіантів: система Максутова-Кассегрена, система Максутова-Ньютона, Грегорі.

#### Система Грегорі
Оптична система Грегорі (Gregory або "spot" Maksutov–Cassegrains) винайдена американським інженером-оптиком Джоном Грегорі методом поєднання систем Максутова та Кассегрена у 1957, які в свою чергу є варінтами Грегоріанського телескопа винайденого Джеймсом Грегорі у 1663.

Оптична система Григоріанського телескопа

#### Система менісковий Грегорі
У 2019, групою українських винахідників було запатентовано зорову трубу-телескоп системи менісковий Грегорі зі 60-кратним збільшенням, яку було винайдено у КНУ ім. Тараса Шевченка (раніше також був виготовлений телескоп MGT 60x70 Falcon, рос. МГТ 60x70 Сокол, дос. «МГТ 60x70 Сокіл»).
Найбільш близьким за сукупністю ознак до заявленого є зорова труба-телескоп, розрахований Максутовим Д.Д. (Д.Д.Максутов Оптическая система. Авт. свид. СРСР №65007 1941.), що містить лінзу з формою меніска, головне дзеркало сферичної форми та вторинне дзеркало, поєднане з увігнутою поверхнею лінзи, що має форму меніска. Недоліками вказаного пристрою є завелика сферична аберація, яка не дозволяє використовувати прилад у денний час і дещо завеликі габаритно-масові характеристики як для мобільно-експедиційного приладу.— Камінський, С.В. ; Набока, І.П., Патент на корисну модель №132143, https://sis.nipo.gov.ua/uk/search/detail/1091402/

## Галерея катадіоптричних об'єктивів

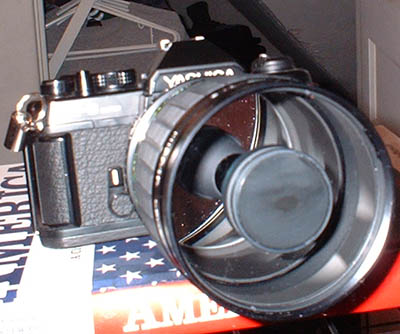
500 мм катадіоптрична лінза, на камері Yashica(інші мови) FX-3
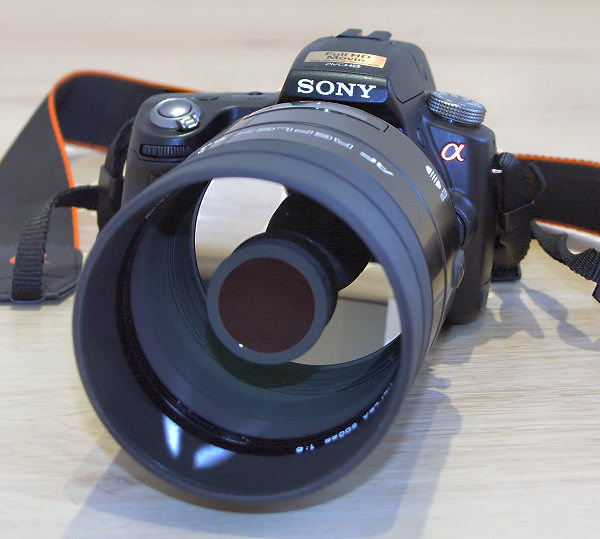
Minolta AF 500 mm(інші мови) F/8 катадіоптрична лінза, змонтована на камері Sony Alpha 55(інші мови)
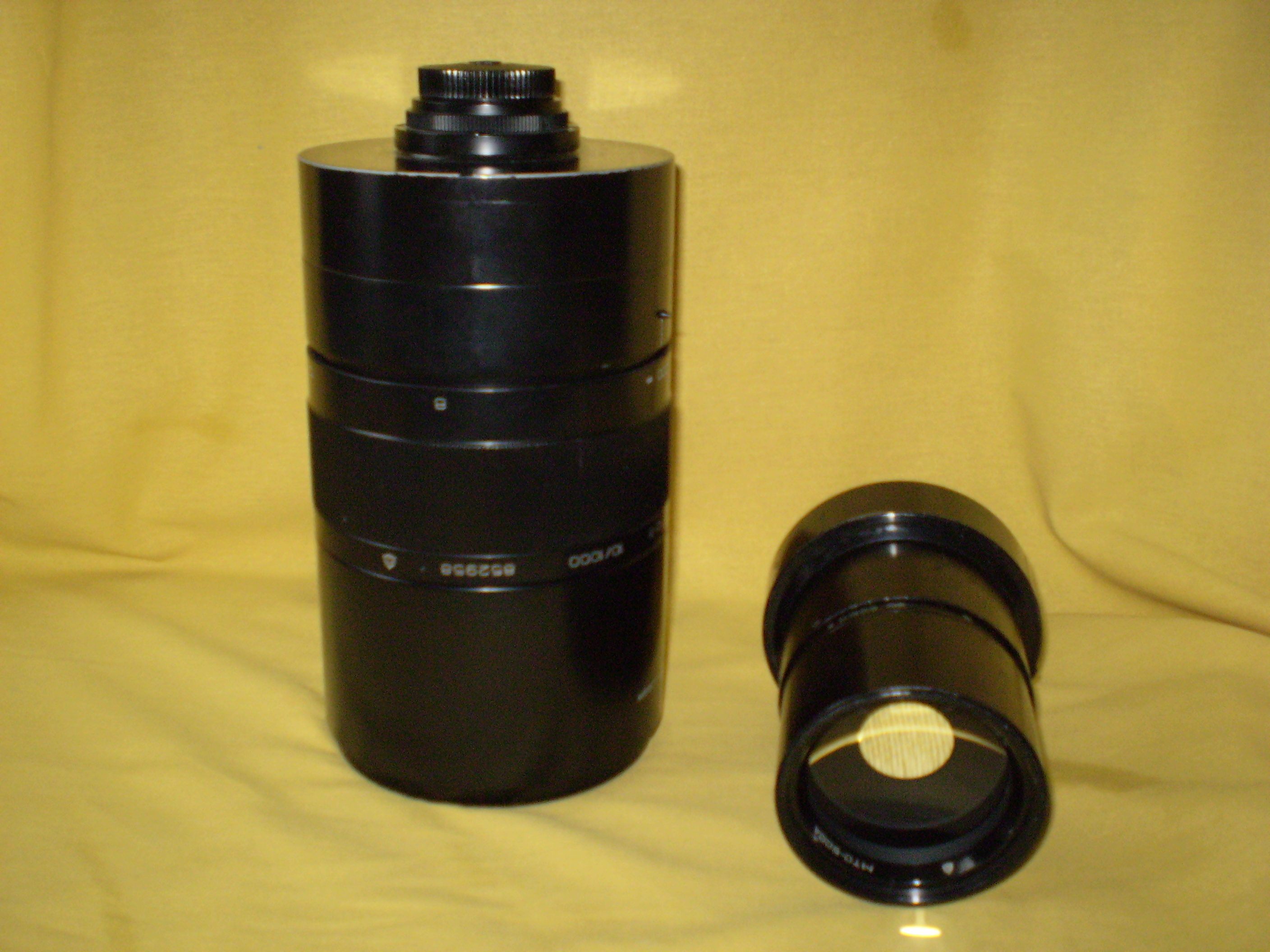
Телеоб'єктиви Максутова «МТО»
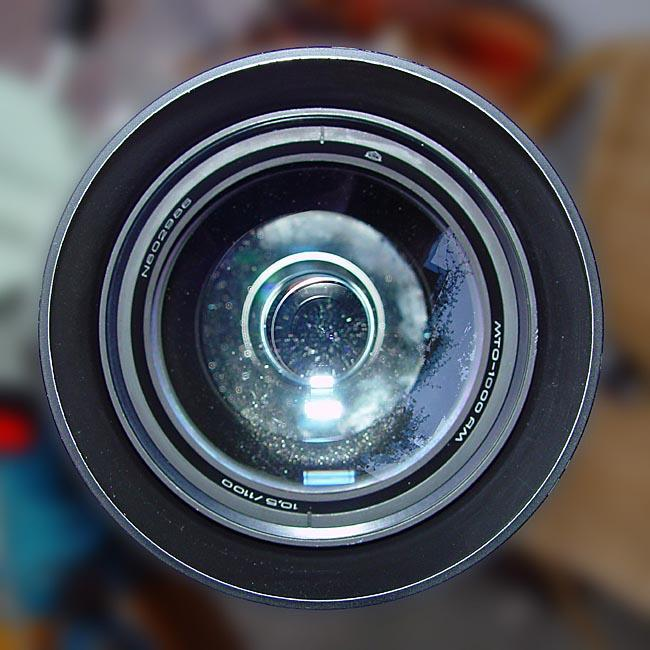
Лінза телеоб'єктива Максутова «МТО»
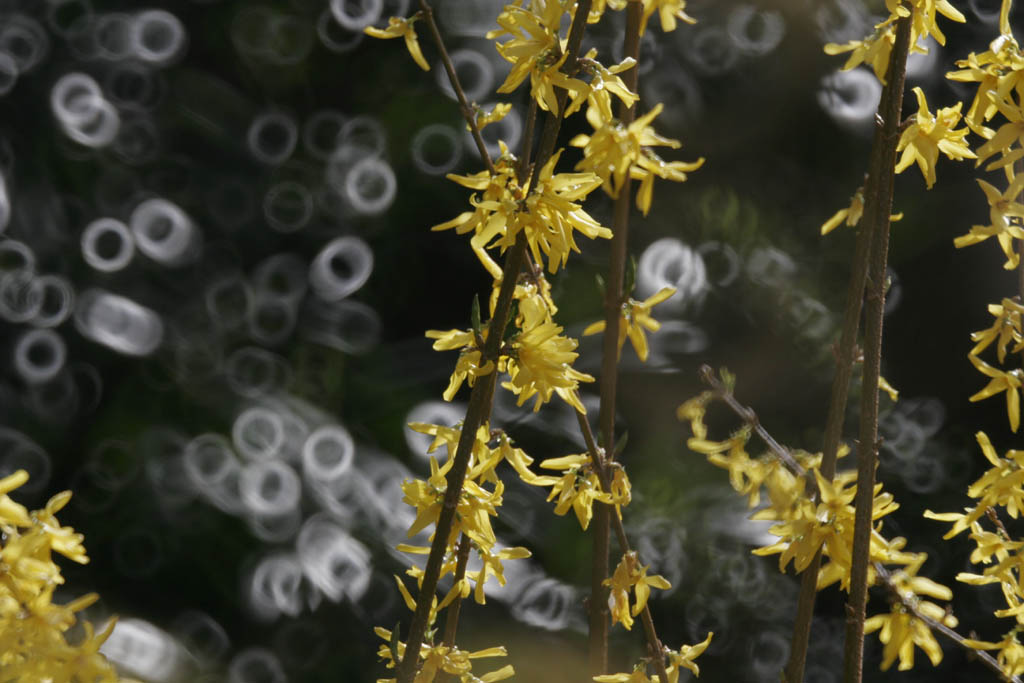
Ефект "бубликів" в боке на фото

## Дивіться також
- Рефлектор (телескоп)
- Рефрактор
- Телескоп Ньютона
- Телескоп Кассегрена